# Haselton-Eisfall
Der Haselton-Eisfall ist ein Gletscherbruch im ostantarktischen Viktorialand. Er fließt als Teil des Haselton-Gletschers von der Willett Range zwischen dem Gibson Spur und den Apocalypse Peaks zum Webb Lake im Barwick Valley.
Der US-amerikanische Geologe Parker Emerson Calkin (1933–2017) benannte ihn nach seinem Assistenten George M. Haselton vom United States Antarctic Program, der ihm bei einer Forschungskampagne in den Jahren 1961 bis 1962 in dieser Region unterstützte.